# Шактулік (Аляска)
Шактулік (англ. Shaktoolik) — місто (англ. city) в США, в окрузі Ноум штату Аляска. Населення — 212 особи (2020).

## Географія
Розташоване на березі затоки Нортон, за 201 км на південний схід від Нома.
Шактулік розташований за координатами 64°21′33″ пн. ш. 161°12′4″ зх. д. / 64.35917° пн. ш. 161.20111° зх. д. (64.359086, -161.201100).  За даними Бюро перепису населення США в 2010 році місто мало площу 2,70 км², уся площа — суходіл.

## Демографія

### Перепис 2010
Згідно з переписом 2010 року, у місті мешкала 251 особа в 64 домогосподарствах у складі 52 родин. Густота населення становила 93 особи/км².  Було 70 помешкань (26/км²).
Расовий склад населення:
| - 96,0 % — корінних американців - 3,6 % — білих |

До двох чи більше рас належало 0,4 %. Частка іспаномовних становила 0,0 % від усіх жителів.
За віковим діапазоном населення розподілялося таким чином: 40,2 % — особи молодші 18 років, 54,2 % — особи у віці 18—64 років, 5,6 % — особи у віці 65 років та старші. Медіана віку мешканця становила 25,8 року. На 100 осіб жіночої статі у місті припадало 118,3 чоловіків;  на 100 жінок у віці від 18 років та старших — 108,3 чоловіків також старших 18 років.
Середній дохід на одне домашнє господарство  становив 49 131 долар США (медіана — 38 750), а середній дохід на одну сім'ю — 52 326 доларів (медіана — 45 625). Медіана доходів становила 23 750 доларів для чоловіків та 36 250 доларів для жінок. За межею бідності перебувало 23,3 % осіб, у тому числі 33,3 % дітей у віці до 18 років та 0,0 % осіб у віці 65 років та старших.
Цивільне працевлаштоване населення становило 75 осіб. Основні галузі зайнятості: освіта, охорона здоров'я та соціальна допомога — 40,0 %, публічна адміністрація — 26,7 %, будівництво — 9,3 %, транспорт — 8,0 %.

### Перепис 2000
За даними перепису 2000 року населення міста становило 230 осіб. Расовий склад: корінні американці — 94,35 %; білі — 5,22 %; представники двох і більше рас — 0,43 %. Частка осіб у віці молодше 18 років — 39,1 %; осіб старше 65 років — 6,5 %. Середній вік населення — 24 роки. На кожні 100 жінок припадає 123,3 чоловіків; на кожні 100 жінок у віці старше 18 років — 122,2 чоловіків.
З 60 домашніх господарств в 53,3 % — виховували дітей віком до 18 років, 58,3 % представляли собою подружні пари, які спільно проживають, 8,3 % — жінки без чоловіків, 20,0 % не мали родини. 16,7 % від загальної кількості господарств на момент перепису жили самостійно, при цьому 0 % склали самотні літні люди у віці 65 років та старше. В середньому домашнє господарство ведуть 3,83 особи, а середній розмір родини — 4,42 особи.
Середній дохід на спільне господарство — $31 875; середній дохід на сім'ю — $35 000.

## Економіка
Економіка міста функціонує на натуральному господарстві: рибальстві, полюванні, оленярстві та інших видах діяльності.